# Louis Antoine Leclercq
Pour les articles homonymes, voir Leclercq.
Louis Antoine Leclercq, né le 18 septembre 1856 à Guînes et mort 20 mai 1933 à Equihen-Plage, est un artiste peintre français.

## Biographie
Louis Antoine Leclercq est le fils de Louis Charles François Antoine Leclercq, menuisier et peintre en bâtiments, et Lucie Henriette Baude.
Il intègre l'École des beaux-arts de Lille où il suit l'enseignement d'Alphonse Colas et expose au Salon à partir de 1877.
Il rejoint ensuite la capitale. Aux Beaux-Arts de Paris, il est l'élève d'Alexandre Cabanel, puis plus tard d'Antoine Guillemet.
Sensible et indépendant, il s’installe en 1881 à Equihen-Plage, à l'ermitage, demeure qu'il affectionne et qu'il ne quittera plus.
En 1882, il épouse Louise Jeanne Dulaquais à Calais.
Il obtient une mention honorable en 1889, une médaille de bronze en 1900 (E.U.), une médaille de 3e classe et le prix Marie-Bashkirtseff en 1904, puis est proclamé Hors-Concours.
Il meurt à son domicile le 20 mai 1933, à l'âge de 77 ans.

## Postérité
- A Equihen-Plage, sur le front de mer, se situe la rue du peintre Leclercq[6].